# 江田穴観音古墳
江田穴観音古墳（えたあなかんのんこふん）は、熊本県玉名郡和水町江田にある古墳。形状は円墳。国の史跡に指定されている。

## 概要
熊本県北部、菊池川東岸における諏訪原台地の南端部斜面に築造された古墳である。古墳名は、羨道に観音像が祀られることに由来する。これまでに発掘調査は実施されていない。
墳丘は斜面にあるうえ開墾等による削平も受けて判然としないが、墳形は円形で、直径約17メートル・高さ約3.5メートル（または直径25メートル）程度と見積もられる。埋葬施設は横穴式石室で、南南東方向に開口する。後室（玄室）・前室・羨道からなる複室構造で、阿蘇溶結凝灰岩の切石を使用した整美な石室であり、後室・前室にはそれぞれ3区・2区の屍床が遺存する。石室内からは、副葬品として金環・ガラス製勾玉・馬具・須恵器片が検出されている。築造時期は、古墳時代後期の6世紀後半（または7世紀代）頃と推定される。
古墳域は1944年（昭和19年）に国の史跡に指定されている。現在では石室内への立ち入りは制限されている。

## 遺跡歴
- 1917年（大正6年）、梅原末治による調査[4]。
- 1944年（昭和19年）、梅原末治による調査[1][4]。
- 1944年（昭和19年）11月13日、国の史跡に指定[5]。

## 埋葬施設

石室俯瞰図

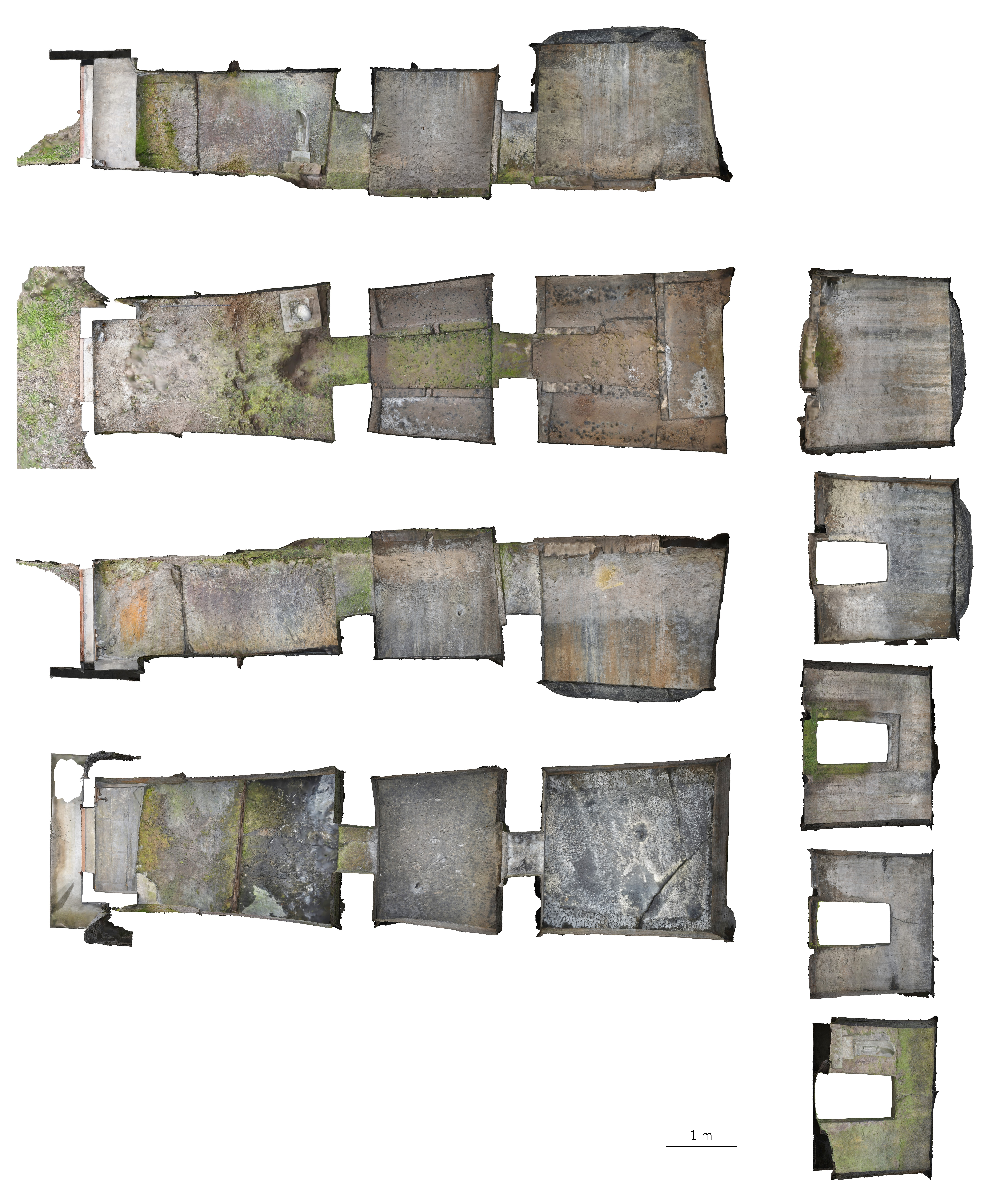
石室展開図

埋葬施設としては横穴式石室が構築されており、南南東方向に開口する。後室（玄室）・前室・羨道からなる複室構造の石室である。石室の規模は次の通り。
- 石室全長：9メートル
- 後室（玄室）：長さ2.6メートル、幅2.3メートル（手前）・2.5メートル（奥）、高さ2.3メートル
  - 第2羨門：幅0.60メートル、高さ1.0メートル
- 前室：長さ1.7メートル、幅2.0メートル（手前）・2.3メートル（奥）、高さ1.8メートル
  - 第1羨門：幅0.70メートル・高さ1.1メートル
- 羨道：長さ3.5メートル、幅1.9メートル（手前）・2.1メートル（奥）、高さ1.8メートル

石室の石材は阿蘇溶結凝灰岩の切石。後室（玄室）は奥壁・両側壁・天井石とも1枚、前室は両壁・天井石とも1枚、羨道は両壁・天井石とも2枚からなる。特に後室の天井石は皿状に抉り込む。第1羨門・第2羨門は、いずれも一枚石の中央を長方形に刳り抜いて形成され、第2羨門（玄門）の前面には幅0.90メートル・高さ1.2メートル・深さ0.10メートルの飾り縁を施す。後室内では長年焚火がなされたため、後室・前室とも煤で覆われて石室壁面の装飾の確認は困難な状態であるが、羨道部では赤色顔料による装飾文が認められている。
後室内では屍床3区をコ字形に、前室内では屍床2区を両側に配する。屍床は床面から仕切りまで一枚石で造られており、後室の奥屍床は幅0.8メートル、左右屍床は幅0.7メートル、前室の屍床は幅0.5-0.6メートルを測る。
石室内からは、金環1・ガラス製勾玉1・馬具（金銅製心葉形杏葉2）・須恵器片（大甕）が検出されている。

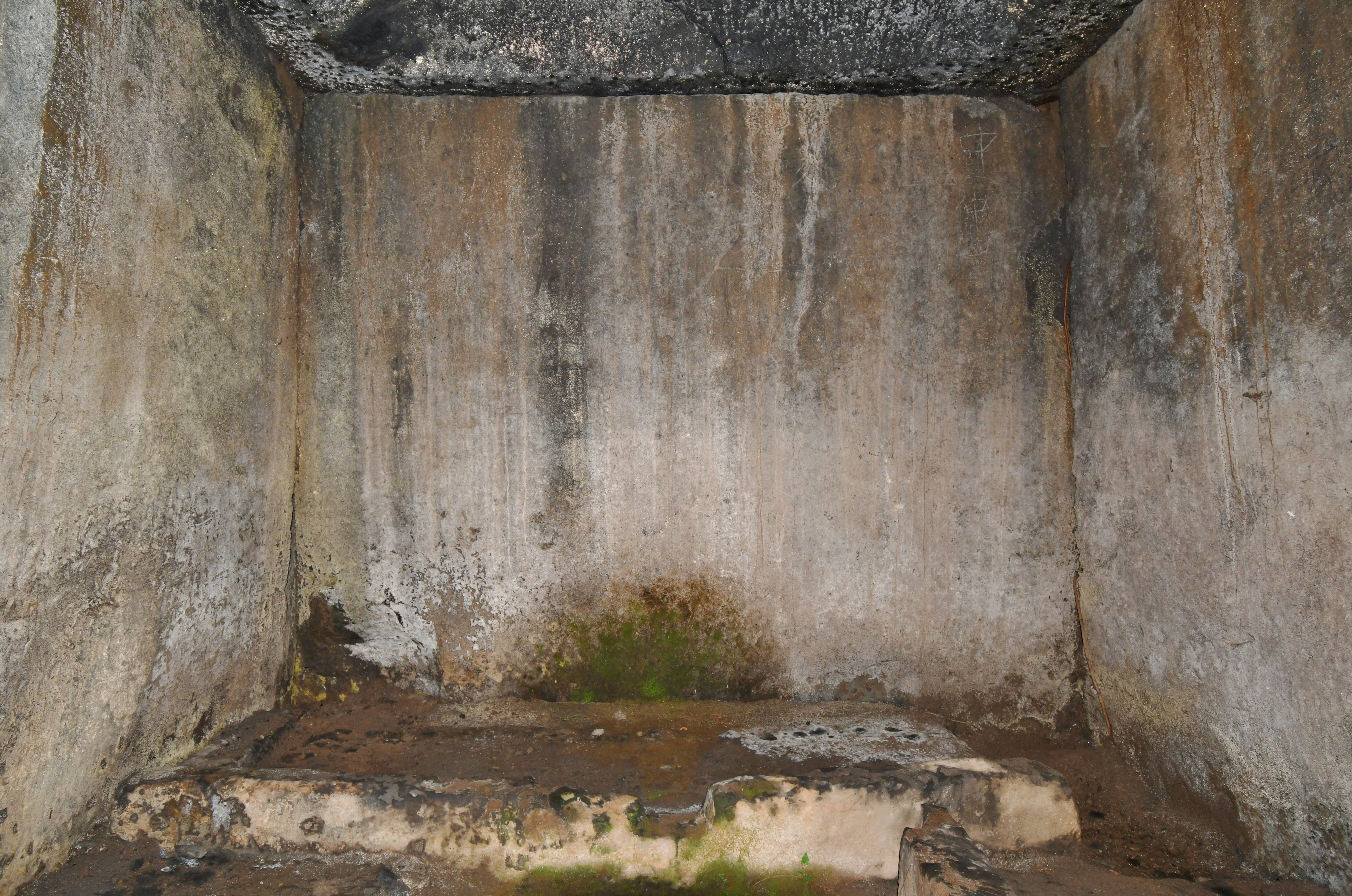
後室（奥壁方向）
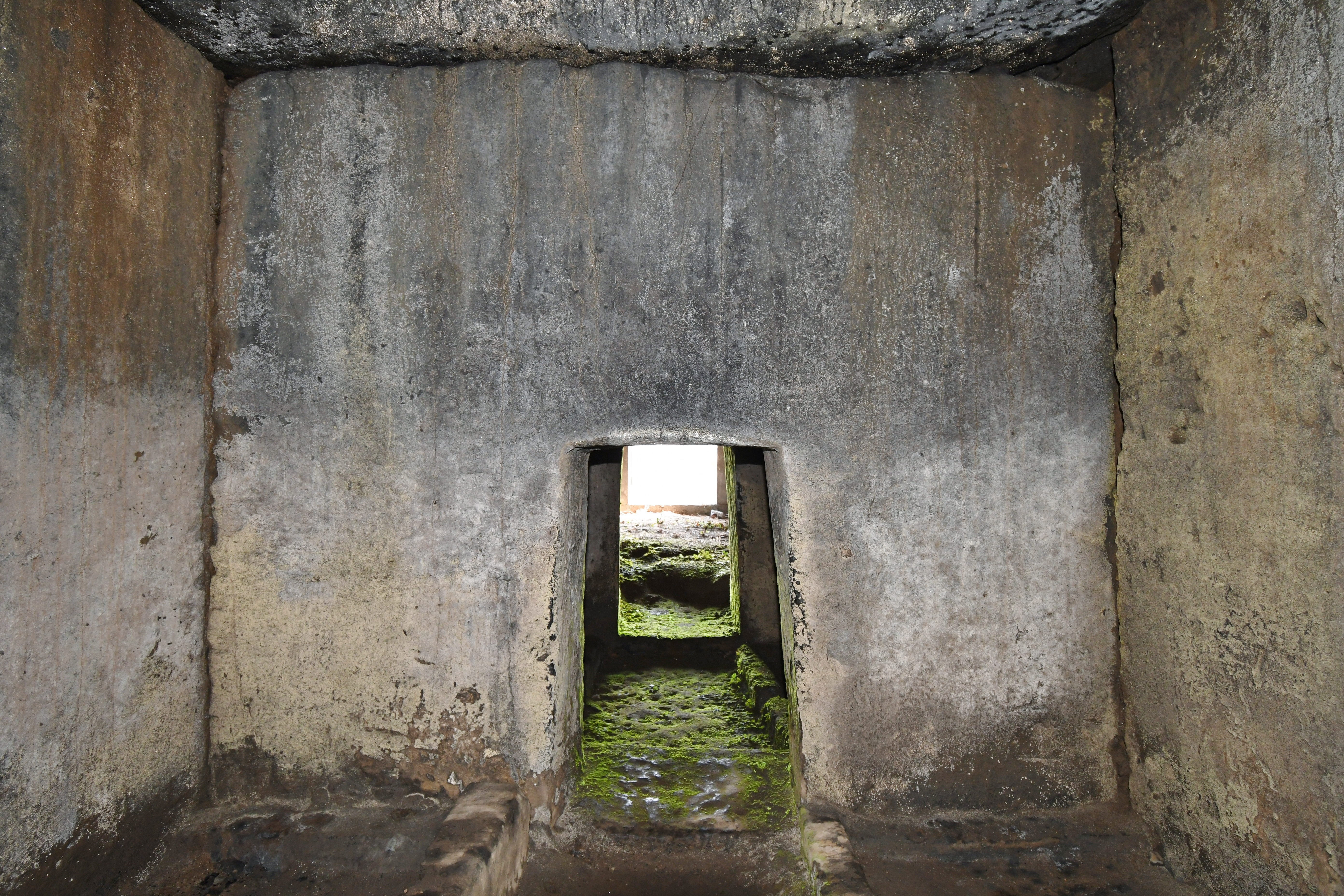
後室（開口部方向）
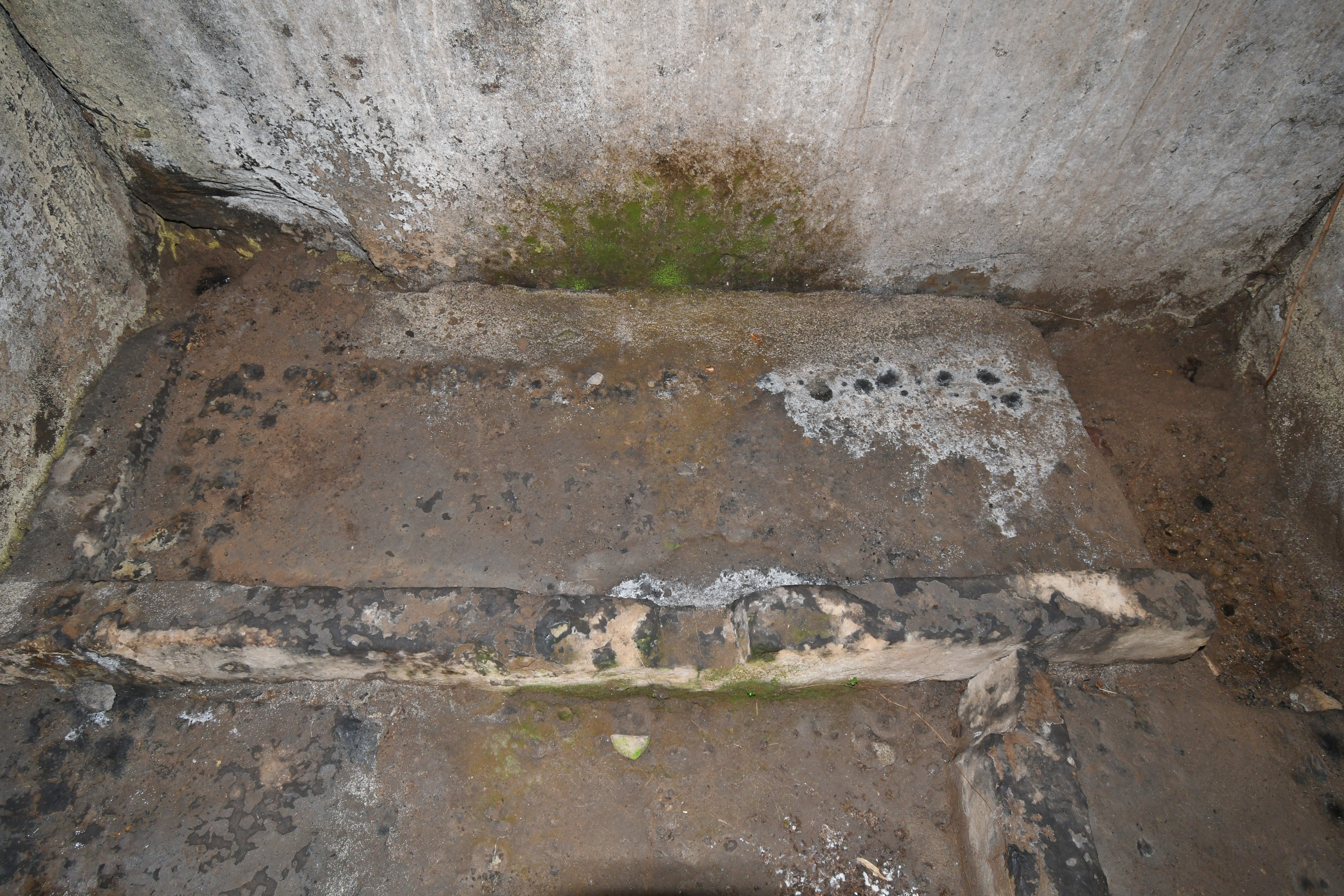
後室の奥屍床
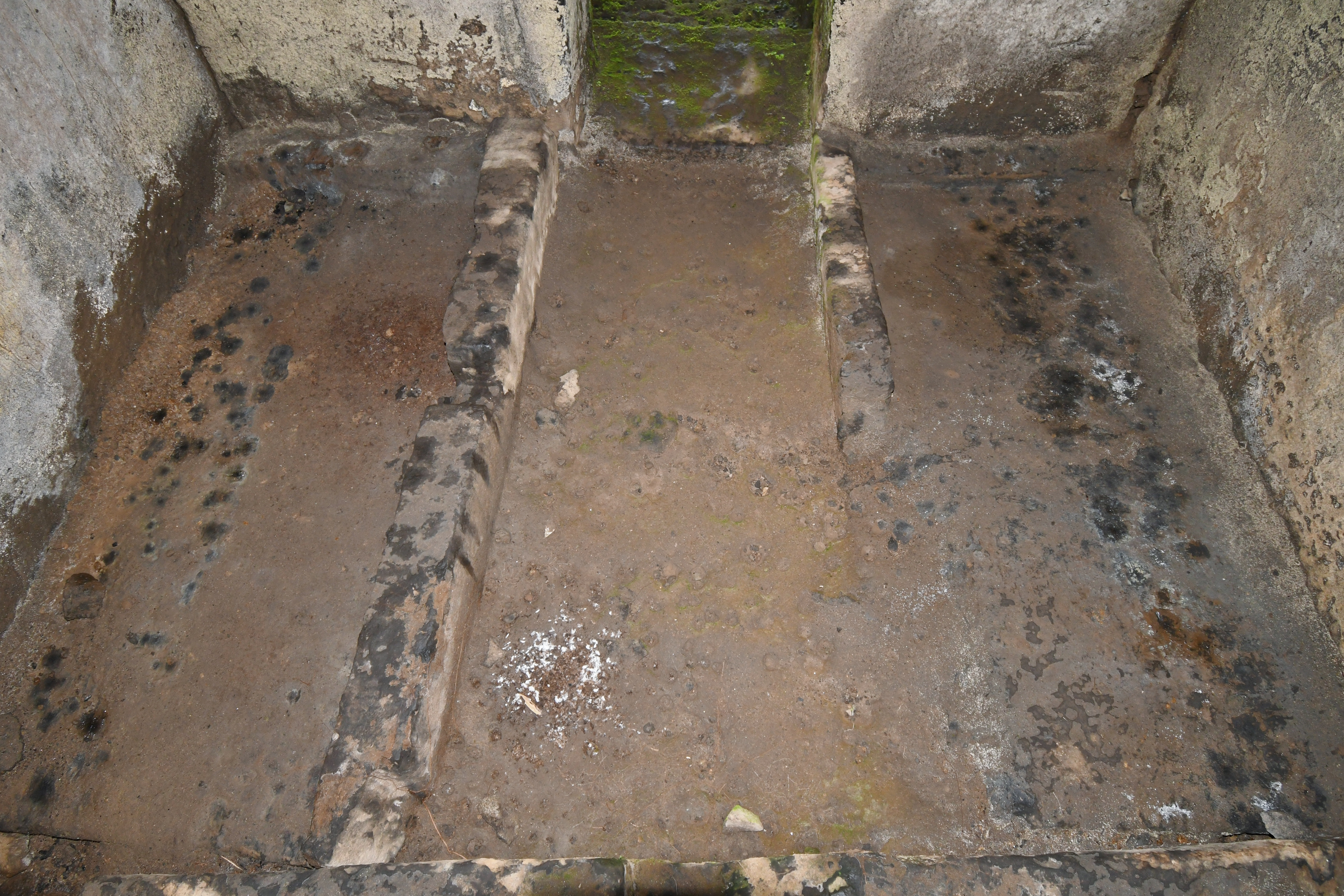
後室の手前屍床
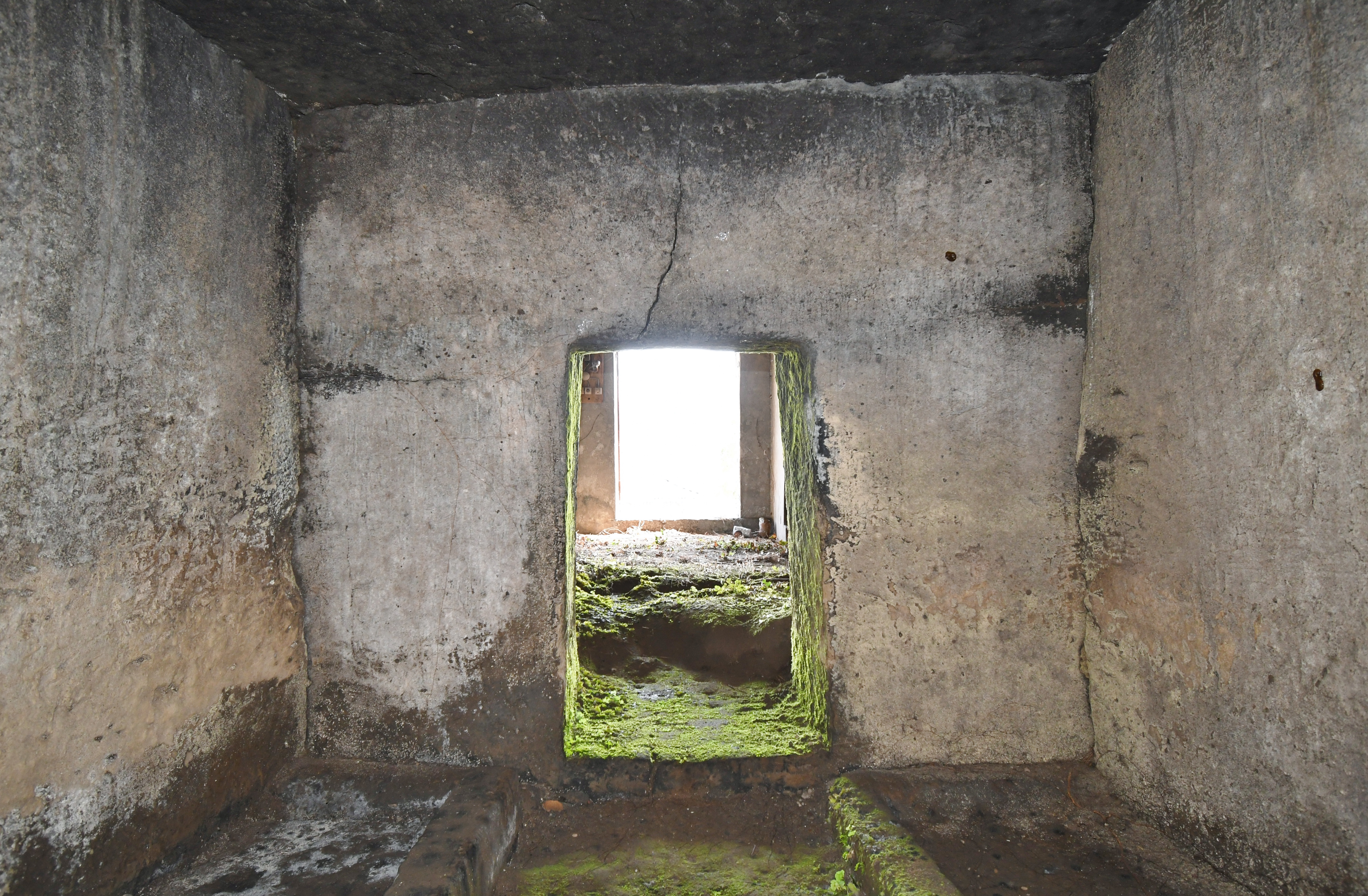
前室（開口部方向）
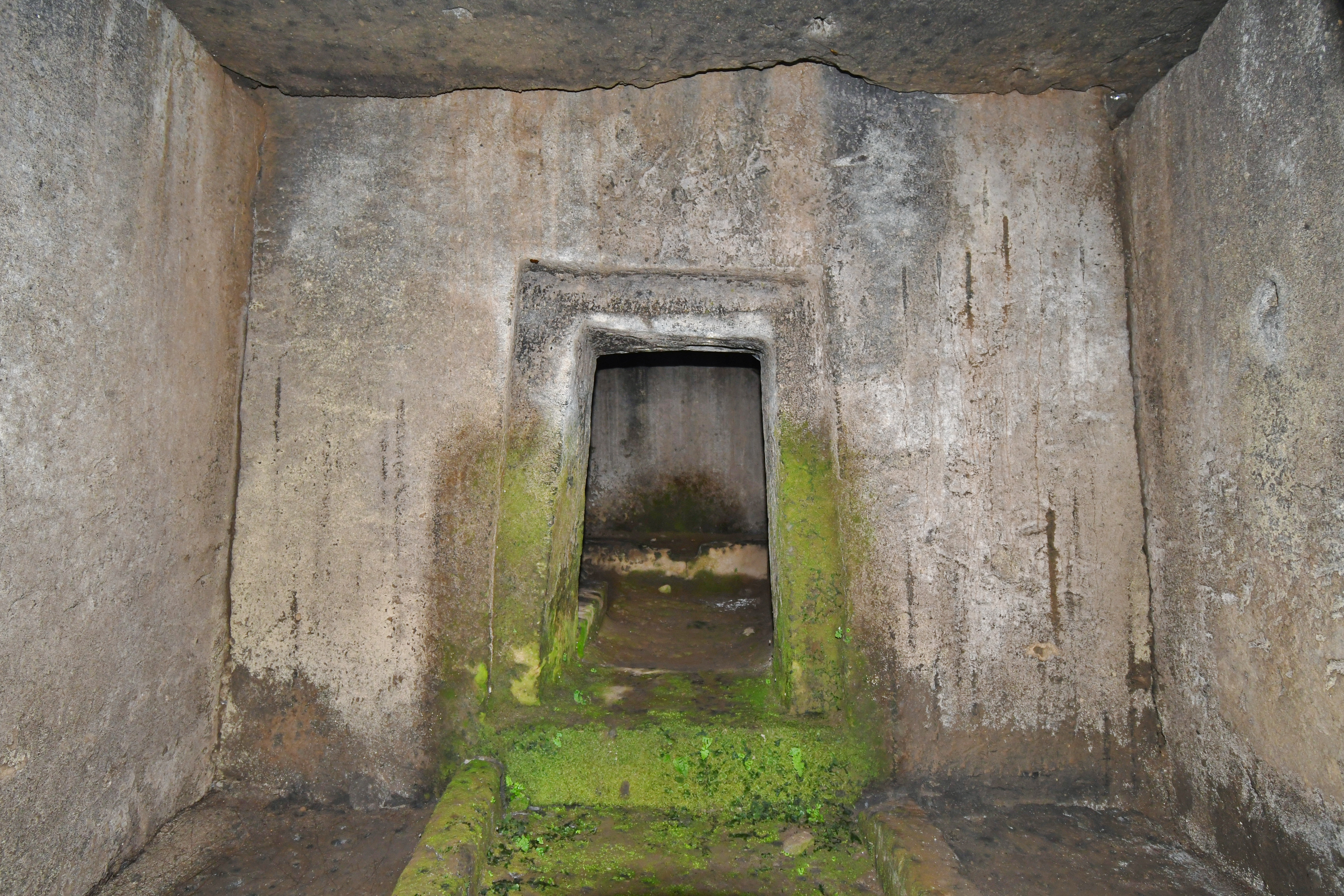
前室（後室方向）
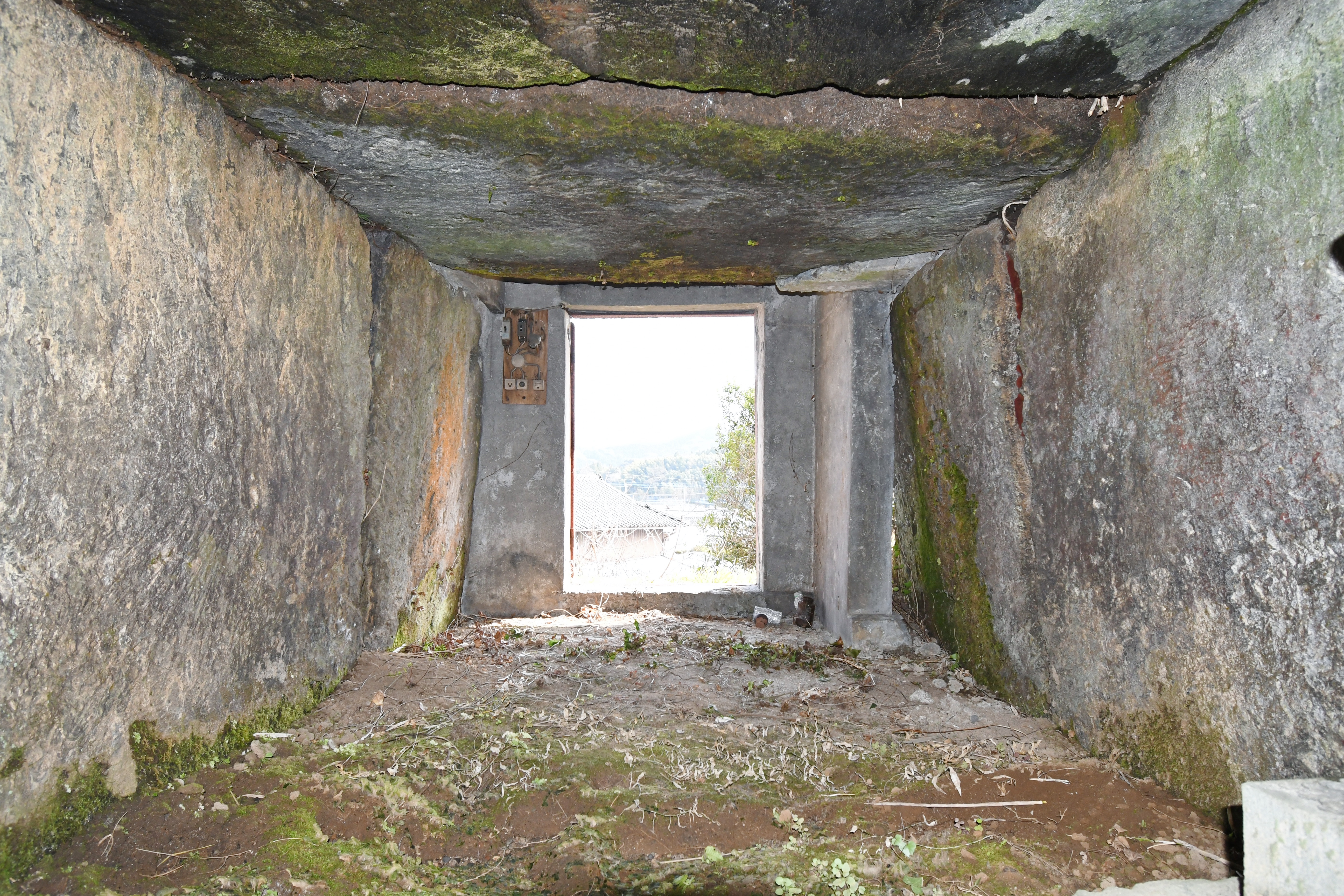
羨道（開口部方向）
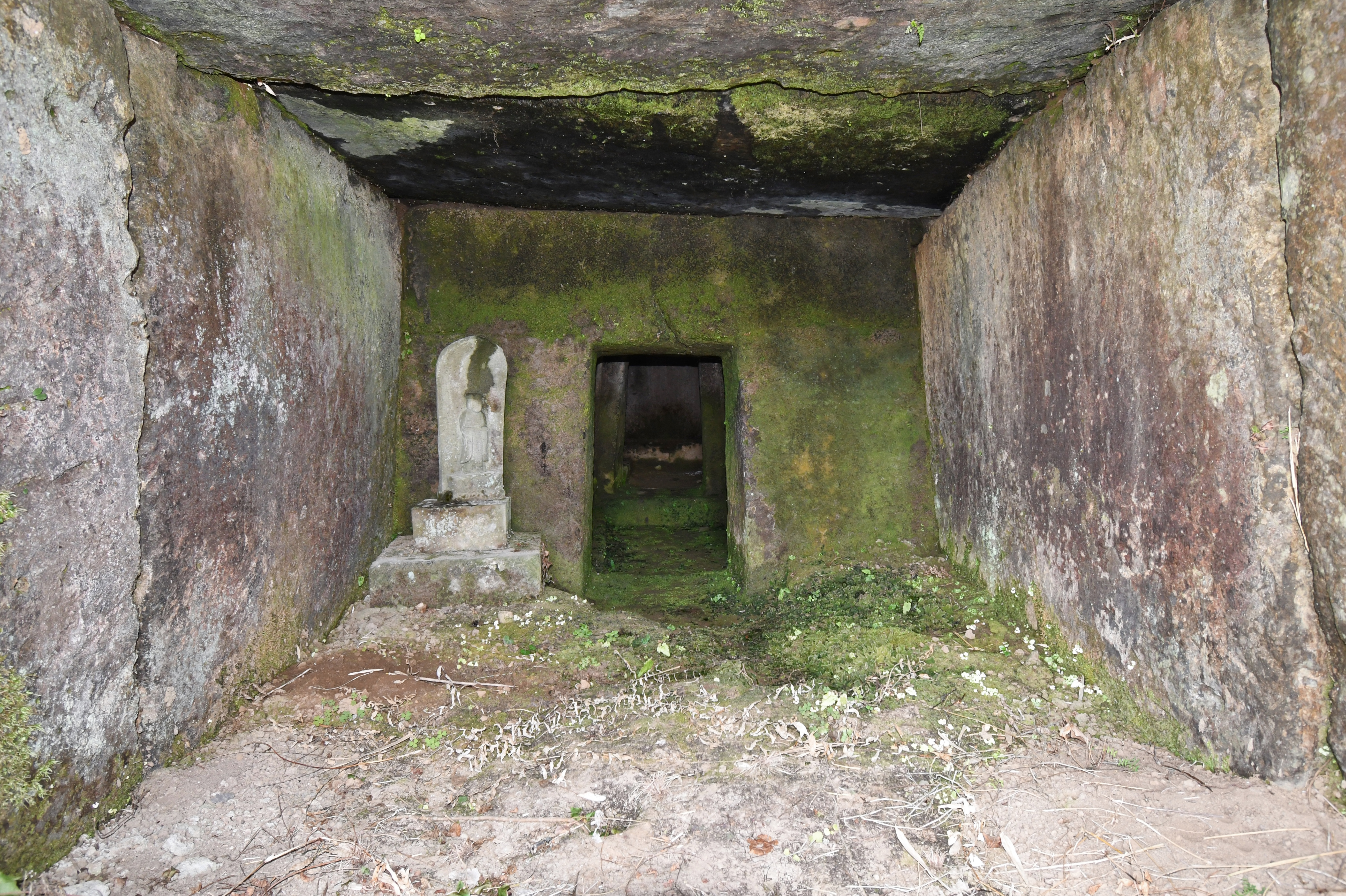
羨道（後室方向）

## 文化財

### 国の史跡
- 江田穴観音古墳 - 1944年（昭和19年）11月13日指定[5]。

## 関連施設
- 京都大学総合博物館（京都市左京区吉田本町） - 江田穴観音古墳の出土品を保管。